# Citrus Bowl 2024 (décembre)
Match précédent Match suivant
Le Citrus Bowl 2024 (décembre) est un match de football américain de niveau universitaire joué après la saison régulière de 2024, le 31 décembre 2024 au Camping World Stadium situé à Orlando dans l'État de Floride aux États-Unis. 
Il s'agit de la 79e édition du Citrus Bowl.
Le match met en présence l'équipe des Gamecocks de la Caroline du Sud issue de la Southeastern Conference (SEC) et l'équipe des Fighting Illini de l'Illinois issue de la Big Ten Conference (G10).
Il débute vers 15 heures locales (21 heures en France) et est retransmis à la télévision par ABC.
Sponsorisé par la société Cheez-It (en), le match est officiellement dénommé le 2024 Cheez-It Citrus Bowl. 
Illinois remporte le match sur le score de 21 à 17.

## Présentation du match
Il s'agit de la 1re rencontre entre les deux équipes.
| Équipes | Logos | Couleurs | Conférences | Entraîneurs                   | Stats. saison rég. | Classements avant le bowl | Classements avant le bowl | Classements avant le bowl |
| --- | ----- | -------- | ----------- | ----------------------------- | ------------------ | ------------------------- | ------------------------- | ------------------------- |
| Équipes | Logos | Couleurs | Conférences | Entraîneurs                   | Stats. saison rég. | CFP                       | AP                        | Coaches                   |
| Gamecocks de la Caroline du Sud                                                                            |       |          | SEC         | Shane Beamer (en) (4e saison) | 9 - 3              | no 15                     | no 14                     | no 14                     |
| Fighting Illini de l'Illinois                                                                              |       |          | B10         | Bret Bielema (en) (4e saison) | 9 - 3              | no 20                     | no 21                     | no 21                     |
| - Arbitre : Kevin Mar (Big 12) - Équipe donnée favorite par les bookmakers : South Carolina par 10½ points |       |          |             |                               |                    |                           |                           |                           |

### Gamecocks de la Caroline du Sud
South Carolina termine la saison régulière avec un bilan de 9 victoires et 3 défaites (5-3 en matchs de conférence).
Les Gamecocks ont rencontré 6 équipes classées dans le Top 25 de l'AP et comptent 3 défaites (33 à 36 contre #16 LSU, 3 à 27 contre #12 Ole Miss, 25 à 27 contre #7 Alabama) et 3 victoires (44 à 20 contre #10 Texas A&M, 34 à 30 contre #23 Missouri, 17 à 14 contre 12 Clemson).
Ils terminent la saison régulière classés 4e de la Southeastern Conference à égalité avec Alabama, Ole Miss et Missouri.
À l'issue de la saison 2024 (bowl non compris), ils sont désignés no 15 au classement CFP, no 14 au classements AP et Coaches.
Il s'agit de leur 4e participation au Citrus Bowl et le 26e bowl de leur histoire :
| Saisons | Dates            | Vainqueurs         | Scores  | Finalistes     | Bilan   |
| ------- | ---------------- | ------------------ | ------- | -------------- | ------- |
| 1975    | 20 décembre 1975 | #16 Miami (Oh)     | 20 - 7  | South Carolina | D : 0-1 |
| 2011    | 2 janvier 2012   | #10 South Carolina | 30 - 13 | #12 Nebraska   | V : 1-1 |
| 2013    | 1er janvier 2014 | #8 South Carolina  | 34 - 24 | #19 Wisconsin  | V : 2-1 |

### Fighting Illini de l'Illinois
Illinois termine la saison régulière avec un bilan de 9 victoires et 3 défaites (6-3 en matchs de conférence).
Le Fighting Illini a rencntré 5 équipes classées dans le Top 25 de l'AP comptant 3 victoires (23 à 17 contre #19 Kansas, 31 à 24 contre #22 Nebraska, 21 à 7 contre #24 Michigan) et 2 défaites (7 à 21 contre # 9 Penn State, 9 à 38 contre #1 Oregon).
Ils terminent la saison régulière classés 5e de la Big Ten Conference.
À l'issue de la saison 2024 (bowl non compris), ils sont désignés no 20 au classement CFP, no 21 aux classements AP et Coaches.
Il s'agit de leur 2e participation au Citrus Bowl et le 21e bowl de leur histoire :
| Saisons | Dates            | Vainqueurs | Scores  | Finalistes | Bilan   |
| ------- | ---------------- | ---------- | ------- | ---------- | ------- |
| 1989    | 1er janvier 1990 | Illinois   | 31 - 21 | Virginia   | V : 1-0 |